# 欧娜·甘瑟
欧娜·甘瑟（Erna Gunther，1896年—1982年），美国人类学家，华盛顿大学教授。她及其丈夫莱斯利·斯皮尔（Leslie Spier）是华盛顿大学人类学系的创建人。他们都曾是美国著名人类学家法蘭茲·鮑亞士的学生。